# Malin Baryard-Johnsson
Malin Birgitta Baryard-Johnsson (nacida como Malin Birgitta Baryard, Söderköping, 10 de abril de 1975) es una jinete sueca que compite en la modalidad de salto ecuestre.
Participó en cinco Juegos Olímpicos de Verano, entre los años 1996 y 2020, obteniendo dos medallas en la prueba por equipo, plata en Atenas 2004 (junto con Rolf-Göran Bengtsson, Peter Eriksson y Peder Fredricson) y oro en Tokio 2020 (con Henrik von Eckermann y Peder Fredricson).
Ganó tres medallas en el Campeonato Mundial de Saltos Ecuestres entre los años 2002 y 2022, y dos medallas de plata en el Campeonato Europeo de Saltos Ecuestres, en los años 2001 y 2017.

## Palmarés internacional
| Juegos Olímpicos   | Juegos Olímpicos              | Juegos Olímpicos | Juegos Olímpicos |
| Año                | Lugar                         | Medalla          | Categoría        |
| ------------------ | ----------------------------- | ---------------- | ---------------- |
| 2004               | Atenas (Grecia)               | Medalla de plata | Por equipos      |
| 2020               | Tokio (Japón)                 | Medalla de oro   | Por equipos      |
| Campeonato Mundial |                               |                  |                  |
| Año                | Lugar                         | Medalla          | Categoría        |
| 2002               | Jerez de la Frontera (España) | Medalla de plata | Por equipos      |
| 2018               | Tryon (Estados Unidos)        | Medalla de plata | Por equipos      |
| 2022               | Herning (Dinamarca)           | Medalla de oro   | Por equipos      |
| Campeonato Europeo |                               |                  |                  |
| Año                | Lugar                         | Medalla          | Categoría        |
| 2001               | Arnhem (Países Bajos)         | Medalla de plata | Por equipos      |
| 2017               | Gotemburgo (Suecia)           | Medalla de plata | Por equipos      |